# Jaliyi (moneda)

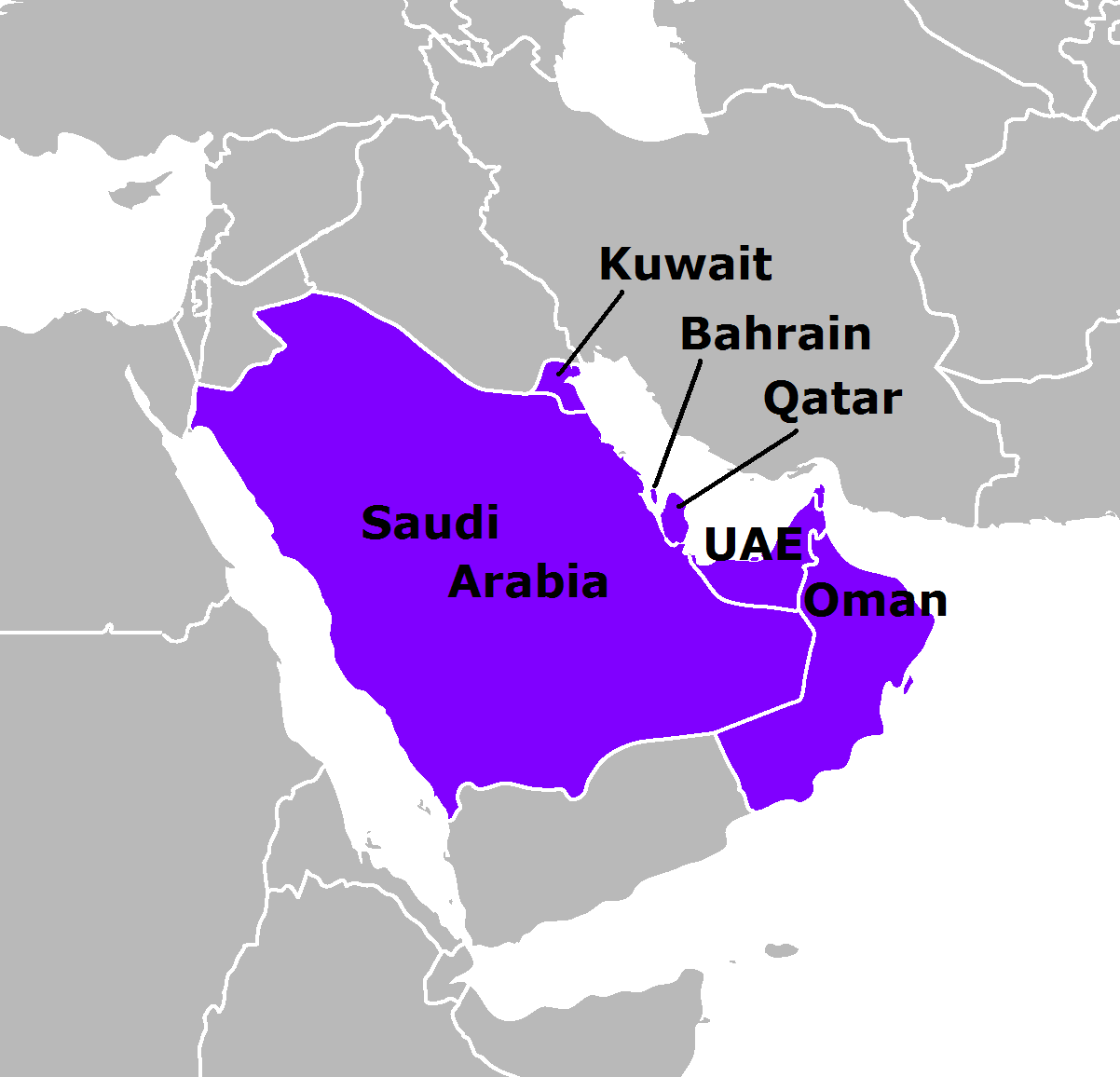
países del Consejo de Cooperación para los Estados Árabes del Golfo

El khaleeji (pronunciación española aproximada: jaliyi) es el nombre de una moneda única que planeaban adoptar los países del Consejo de Cooperación para los Estados Árabes del Golfo (CCEAG), es decir: Arabia Saudita, Kuwait, Baréin y Catar, el año previsto de adopción de la nueva moneda era el 2013 al igual que lo es el euro en la Unión Europea. El término "khaleeji" significa «golfense» o «golfeño» en árabe.